# コメナモミ
コメナモミ（小雌菜揉み、学名: Sigesbeckia glabrescens）は、キク科メナモミ属の一年草。和名の由来は、メナモミによく似ているが、全体が小さいことからこの名がある。

## 分布・生育地
日本の北海道、本州、四国、九州、琉球諸島（奄美大島）の全国各地、および満州、中国、台湾の東アジア地域に広く分布する。低地に分布し、山野の道端や荒れ地などに生える。

## 特徴
一年生の草本。メナモミに比べてほっそりした感じがある。高さは35 - 100センチメートル (cm) ほどになり、茎は直立して紫褐色を帯びる。茎と葉柄、花柄には短くてあまり目立たない白い毛があるが、表面に沿っていて、開出毛やべとつく腺毛ではない。茎の上部は対生状に枝を出す。
葉は柄がついて茎に対生し、卵形で不規則な鋸歯と翼がある。葉の上面はざらつき3脈ある。
花期は秋（9 - 10月）で、茎頂や枝先に集散花序をつくり、黄色の頭状花（頭花）をまばらにつける。頭花は3裂する舌状花と5裂する筒状花が集まって咲く。頭花の外側には粘り気がある腺毛をつけた5個の総苞片が長く突き出ている。総苞片は緑色で多肉。花序の軸や花柄には密に毛があるが、花柄に腺毛はない。果実は痩果で、長さ3ミリメートル (mm) ほどのやや湾曲した狭倒3角状菱形体で暗灰褐色、表面は光沢はなく、いぼ状突起が分布する。腺毛があって粘る総苞に抱かれた痩果は、熟すと他物にくっついてすぐに外れる。

## 近縁種
近縁種のメナモミ（Sigesbeckia pubescens）は、上部の茎などの柄にある腺毛が密につく。またツクシメナモミ（Sigesbeckia orientalis）は、九州以南に分布する近縁種で、コメナモミやメナモミが枝が3叉であるに対して、茎の上部で2叉に分かれるのが特徴である。

## 薬用
果実と若葉を薬用とする。全草を4 - 8月ごろに採取し、陰干し乾燥させて刻んで調製する。有効成分にジテルペノイドなどを含んでおり、血圧降下、できもの、腫れ物、虫刺されに効能があるといわれる。民間療法で、血圧降下には、1日量10グラムほどを600ミリリットル (ml) の水で半量になるまで煎じて服用するとよいといわれている。若葉はおひたしにして食べてもよい。